# Nachts schlafen die Ratten doch
Nachts schlafen die Ratten doch ist eine Kurzgeschichte des deutschen Schriftstellers Wolfgang Borchert. Sie entstand im Januar 1947 und wurde im November desselben Jahres in Borcherts zweiter Prosasammlung An diesem Dienstag veröffentlicht. Der Text gilt als bekanntes Beispiel der Trümmerliteratur nach dem Zweiten Weltkrieg und war als Schullektüre in den Lehrplänen vieler Bundesländer verankert.
Die Kurzgeschichte spielt in einer Stadt, die während des Krieges durch einen Bombenangriff zerstört worden ist. Ein neunjähriger Junge bewacht die Stelle, an der sein toter Bruder unter den Trümmern liegt, um ihn vor Ratten zu beschützen. Einem zufällig vorbeikommenden Mann gelingt es, das Vertrauen des Jungen zu gewinnen. Mit der unrichtigen Behauptung, Ratten schliefen nachts, bringt er den übermüdeten Jungen von seiner Wache ab und gibt ihm ein Stück verlorener Hoffnung zurück. 

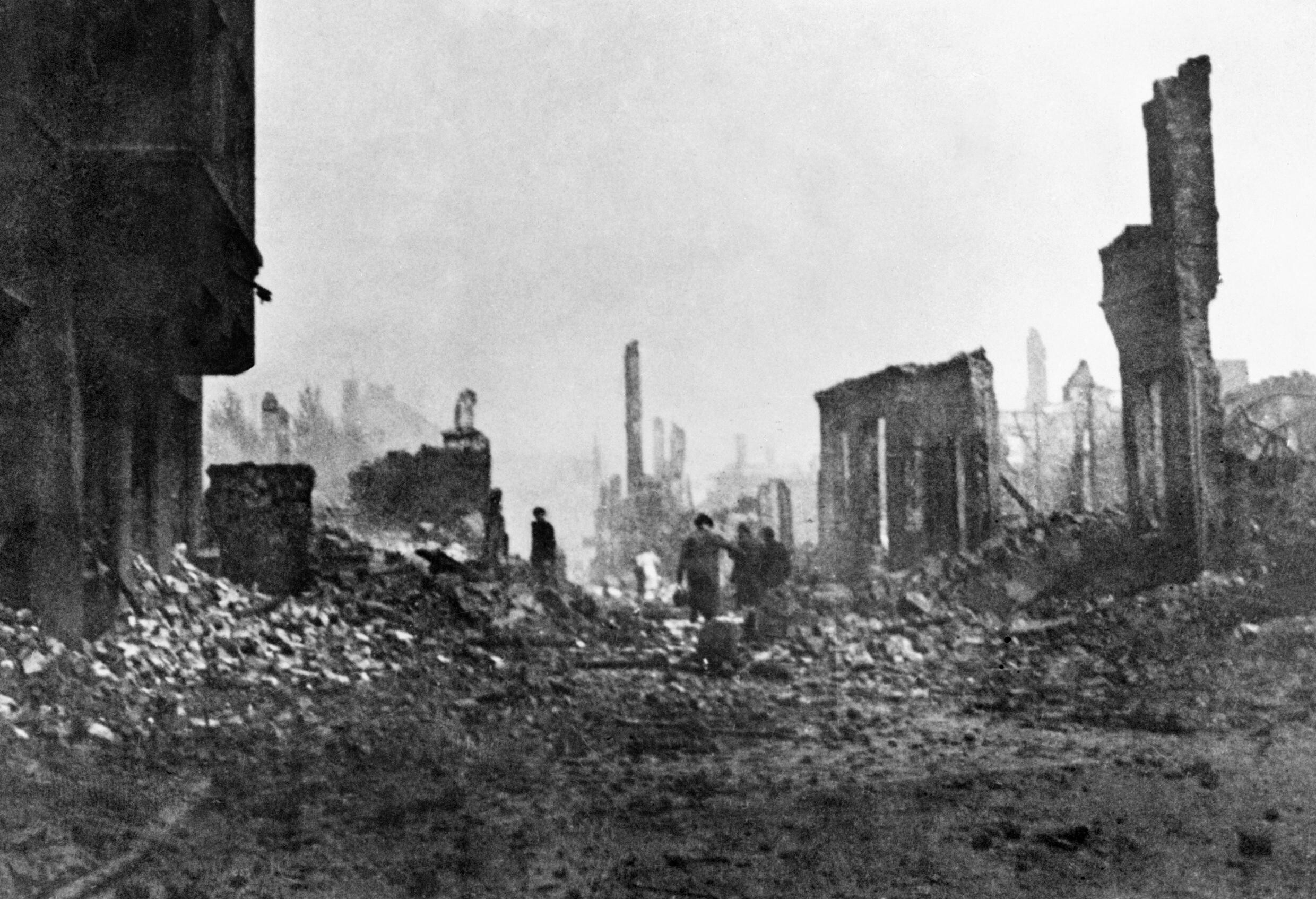
Ruinen in Hamburg, Borcherts Heimatstadt, während des Zweiten Weltkriegs

## Inhalt
In der Trümmerwüste einer durch einen Bombenangriff zerstörten deutschen Stadt sitzt der neunjährige Jürgen und bewacht eine Ruine. Ein älterer Mann versucht, Jürgens Vertrauen zu gewinnen und zu erfahren, worauf der Junge aufpasst. Mit dem Kaninchenfutter in seinem Korb weckt er die Neugier des misstrauischen Jungen, doch eine Einladung, seine Kaninchen anzuschauen, lehnt der Junge ab, da er die Wache nicht aufgeben könne.
Erst als sich der Mann zum Gehen wendet, beginnt Jürgen zu erzählen: Er beschützt die verschüttete Leiche seines beim Bombenangriff getöteten vierjährigen Bruders, weil er glaubt, sie würde sonst von Ratten gefressen. Sein Lehrer habe ihm beigebracht, die Toten würden von Ratten gefressen, weswegen er den Bruder nun Tag und Nacht bewache. Daraufhin behauptet der alte Mann wahrheitswidrig, dass Ratten nachts schliefen; Jürgen könne also seine Wache nach Sonnenuntergang aussetzen und ohne Sorgen nach Hause gehen. Erst auf diese Worte hin lässt sich der Junge seine Übermüdung anmerken. Der alte Mann verabschiedet sich mit dem Versprechen, Jürgen nach Einbruch der Dunkelheit abzuholen, ihm ein weißes Kaninchen zu schenken und ihn zu seinen Eltern nach Hause zu begleiten.

## Form
Wie in vielen seiner Kurzgeschichten erzählt Wolfgang Borchert in Nachts schlafen die Ratten doch eine Episode aus dem Zweiten Weltkrieg, wobei er laut Hans-Gerd Winter seinen Fokus ausschließlich auf die Opfer des Krieges richtet und exemplarisch ihr Leiden zeigt. Die politisch-historischen Rahmenbedingungen werden konnotiert, aber nicht explizit ausgeführt. Das Geschehen lässt sich weder zeitlich noch örtlich genau einordnen. Die Protagonisten werden in ihrer Persönlichkeit nicht näher ausgeführt, sie bleiben Typen („der Junge“, „der Mann“). Lediglich der Junge erhält im Verlauf der Erzählung einen Eigennamen. 
Die Erzählung hat einen offenen Anfang und Schluss, wie es typisch für Kurzgeschichten der Nachkriegsliteratur ist. Sie steht in der Er-Form, nimmt aber die Perspektive des Jungen ein, wobei der Altersunterschied durch die räumliche Position der Figuren zueinander (der stehende Mann, das sitzende Kind) zusätzlich betont wird. Die Begegnung im Zentrum der Erzählung ist als Dialog komponiert; ein beschreibender oder gar kommentierender Erzähler tritt in den Hintergrund. Dadurch erhält die Konfrontation der beiden Protagonisten die dramatische Form einer Theaterszene, des Mediums, von dem Borchert als Schauspieler und Theaterregisseur ursprünglich kam.
Sprachlich ist die Kurzgeschichte laut Hans Helmut Hiebel durch das „kunstlose Stakkato der Kahlschlag-Prosa“  bestimmt. Typische rhetorische Stilmittel sind die Wiederholung und die Farbsymbolik. Mittels Metaphern und Vergleichen  gestaltet Borchert das expressionistische Anfangsbild, das als Hintergrund und Rahmen der Geschichte fungiert. Die Trümmer werden mit Verben wie „gähnte“ und „döste“ personifiziert, während sich die Gefühle der Personen durch Dinge ausdrücken (die unruhigen Beine, der schwenkende Korb). Es dominiert die Alltagssprache, wobei der Mann sich im Sprachgebrauch dem Jungen anpasst. Die Tempora Präteritum (in den erzählenden Passagen) und Präsens (im Dialog) lösen sich laut Alfred Schmidt „im rhythmischen Gleichmaß“ ab. Ohne die Bedrängnisse der Protagonisten zu psychologisieren, wird durch die knappen Dialoge das innere Geschehen, insbesondere der Wandel des Jungen, dargestellt. Die Sparsamkeit der erzählerischen Mittel und die Verdichtung der Form erinnert Manfred Durzak in ihrer Präzision an Ernest Hemingway.

## Interpretation

### Grundstruktur

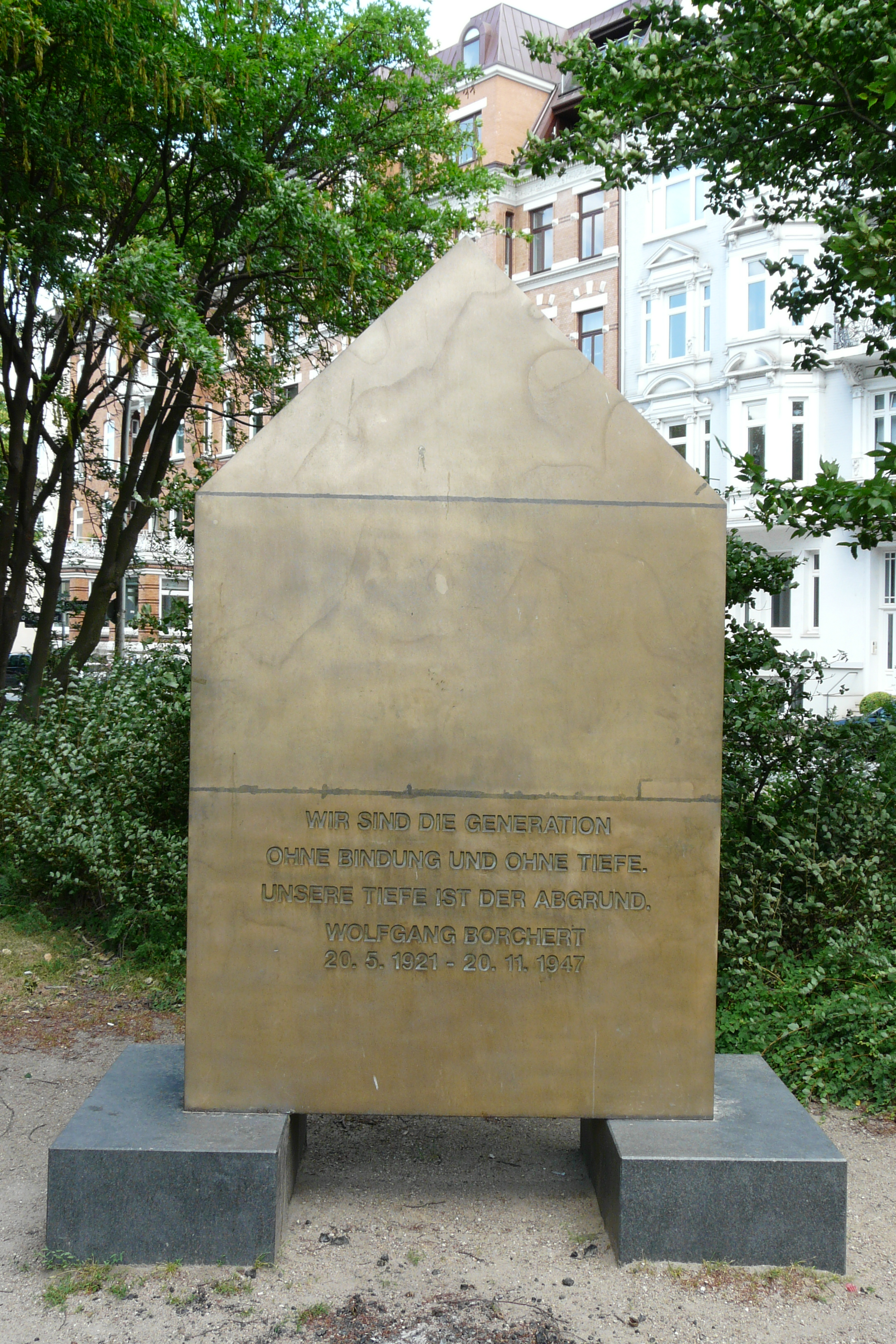
Gedenkstein für Wolfgang Borchert in Hamburg-Uhlenhorst mit einem Text aus Generation ohne Abschied

Nachts schlafen die Ratten doch folgt einer Grundstruktur der Geschichten Borcherts, in denen die Protagonisten nach Károly Csúri von einem Anfangszustand „in einem noch harmonischen Stadium virtuell-zeitloser Geborgenheit“ über einen Zwischenzustand „zeitlich historischen Ausgestoßenseins“ durch die „Hilfe ambivalenter Vermittlungsfiguren“ in einen Endzustand erneut „virtuell-zeitloser Geborgenheit (oder Schein-Geborgenheit)“ gelangen. Dabei liegt laut Hans-Gerd Winter der Anfangszustand eines heilen Familienlebens für Jürgen zu Beginn der Erzählung bereits in der Vergangenheit. Sein Rauchen beweist, wie sehr die Umstände den Neunjährigen schon über das Stadium der Kindheit haben hinauswachsen lassen. In diesem Übergangszustand der Geschichte wird immer wieder die Überforderung des Jungen sichtbar, seine daraus resultierende Unsicherheit und Ängstlichkeit. Er ist ein Vertreter jener Generation, die Borchert in seinem Text Generation ohne Abschied beschrieb als „die Generation ohne […] Behütung – ausgestoßen aus dem Laufgitter des Kindseins“. Erst der Mann verhilft dem Jungen zur Rückkehr in die Kindheit und einen Zustand des Behütetseins. Im Endzustand der Geschichte ist dem Jungen wieder eine Zukunftsperspektive geboten, ohne dass jedoch sämtliche Fragen des künftigen Überlebens geklärt wären.

### Dynamische Entwicklung
Laut Anna Maria Giachino verwendet Nachts schlafen die Ratten doch ein typisches Stilmittel der Nachkriegsliteratur, für das vor allem Borchert führend war: die dynamische Entwicklung innerhalb der Geschichte. Der Prozess, der den Jungen aus einer Welt der Trümmer und des Todes in eine Welt des Vertrauens und des Lebens zurückholt, wird durch die Verwendung zahlreicher sprachlicher und bildhafter Gegensätze demonstriert. Das Eingangsbild der grauen, tristen, toten Trümmerwüste verwandelt sich in ein rotes, warmes, Leben und Hoffnung verheißendes Endbild, in dem die Sonne durch die krummen Beine des Mannes scheint und ihn so zum Vermittler des Lebens macht. Auch im Gespräch der beiden Figuren geht eine Wandlung vor sich: Während am Anfang nur kurze Sätze und Satzbrocken ausgetauscht werden, differenziert sich vor allem die Sprache des Jungen gegen Ende immer stärker, wird sie direkter und ihr Satzbau vollständiger, bis in dem abschließenden lauten Rufen wieder Leben und Hoffnung liegen.
Äußerlich hat sich am Ende der Erzählung nicht viel verändert: Der Junge befindet sich noch immer inmitten der Ruinen, auch der Inhalt der letzten Sätze greift das Eingangstableau wieder auf. Laut Helmut Christmann ist allerdings das Moment der Bewegung hinzugetreten: Die Statik ist in Dynamik übergegangen. Das Bild des aufgeregt schwankenden Korbes symbolisiert die Verwandlung, die unter der Oberfläche stattgefunden hat. Auch die Farben, die das innere Geschehen der Personen widerspiegeln, haben sich gewandelt. Zwar finden sich am Ende der Geschichte die rötlich-grauen Farben des Anfangs wieder, doch es ist eine neue, symbolische Farbe hinzugekommen: das Grün der Hoffnung, wenn auch noch „etwas grau vom Schutt.“ Es steht in der Welt der Zerstörung und des Todes für das trotz allem unzerstörbare Leben. Das anfängliche Bild der Apokalypse hat sich für Wilhelm Große in ein Bild der Hoffnung verwandelt, die Leblosigkeit, die Starre des Beginns ist einer neuen Lebendigkeit gewichen, die Figuren haben zu Kommunikation und gegenseitigem Vertrauen gefunden. Der Titel Nachts schlafen die Ratten doch beinhaltet auch die Aussage, dass die Kraft der Zerstörung begrenzt ist, gerade durch einen so einfachen und direkten Humanismus, wie ihn der Mann demonstriert.

### Der alte Mann und die Lehrer
Für Harro Gehse weckt der alte Mann Assoziationen an den gleichfalls Alter Mann betitelten Gott aus Borcherts Heimkehrerdrama Draußen vor der Tür. Doch während dieser schwach bleibt, das Schicksal seiner „Kinder“ bloß bejammert, ohne ihnen helfen zu können, gelingt es dem alten Mann aus Nachts schlafen die Ratten doch, dem Jungen beizustehen und seine anfängliche Ablehnung zu durchbrechen. Seine therapeutische Notlüge (in Wahrheit sind Ratten dämmerungs- und nachtaktiv) steht im Widerspruch zur rohen Schauergeschichte von den Menschen fressenden Ratten, die der Lehrer seinen Schülern aufgetischt hat, ein zweifelhaftes Schulwissen, das dem Jungen keinerlei Beistand bei der Bewältigung seiner traumatischen Kriegserlebnisse bietet. Borchert, selbst Sohn eines Lehrers, verarbeitete hier seine persönliche Abneigung gegen eine Lehrerschaft, die ihre Schüler in Kriegsbegeisterung aufzog und an die Front verabschiedete, ohne sie auf das Entsetzen vorzubereiten, das sie dort erwartete. In Draußen vor der Tür rechnet der Kriegsheimkehrer Beckmann ab: „So begeistert waren sie. Und dann war der Krieg endlich da. Und dann haben sie uns hingeschickt. Und sie haben uns nichts gesagt. Nur – Macht’s gut, Jungens! haben sie gesagt. Macht’s gut, Jungens! So haben sie uns verraten.“

### Einbettung ins Gesamtwerk
Die Ausgangssituation aus Nachts schlafen die Ratten doch findet sich laut Joseph L. Brockington in vielen Kurzgeschichten der Nachkriegsliteratur und im Speziellen in denen Wolfgang Borcherts wieder: Ein Mensch ist durch die Kriegserfahrung von seinen Mitmenschen isoliert und entfremdet. Doch im Gegensatz etwa zu Borcherts Erzählung Die Hundeblume, wo auf dem täglichen Hofgang die Häftlinge bloß aneinander vorbeimarschieren, ohne sich zu begegnen, entsteht zwischen dem Mann und dem Jungen in Nachts schlafen die Ratten doch ein Kontakt. 
Oft bleibt in den Werken Borcherts ein solcher Kontakt einseitig: Ein Mensch ist bereit, sich von der Vergangenheit und der Isolation zu befreien, sein Mitmensch aber nicht, der Kontakt zerbricht. Dieser Ausgang findet sich etwa in der Beziehung Beckmanns zum Mädchen in Draußen vor der Tür sowie in Kurzgeschichten wie Bleib doch Giraffe oder Die traurigen Geranien. In Nachts schlafen die Ratten doch kommt es dagegen zu einem optimistischen Ausgang: Beide Menschen treffen eine zukunftsgewandte Entscheidung füreinander und sind bereit, eine persönliche „Weltwende“ zu versuchen.
Dennoch endet Nachts schlafen die Ratten doch für Brockington nicht uneingeschränkt positiv, sondern mit einem offenen Schluss. Zwar will der Leser die Rückkehr des Mannes annehmen, doch die realistische Möglichkeit eines gegenteiligen Endes bleibt denkbar. Die grundsätzliche Abscheu vor dem Happy End, die typisch für viele Autoren seiner Generation war, brachte Borchert in dem Text Das ist unser Manifest zum Ausdruck: „Wir brauchen keine wohltemperierten Klaviere mehr. Wir sind selbst zuviel Dissonanz.“ Trotzdem schließt Nachts schlafen die Ratten doch im Sonnenlicht durch die gebogenen Beine des Mannes mit einem Hoffnungsschimmer. Borchert setzt dem Nihilismus der Stunde Null seine programmatische Ankündigung aus Das ist unser Manifest entgegen: „Denn wir sind Neinsager. Aber wir sagen nicht nein aus Verzweiflung. Unser Nein ist Protest. […] Denn wir müssen in das Nichts hinein wieder ein Ja bauen, Häuser müssen wir bauen in die freie Luft unseres Neins […], Häuser aus Holz und Gehirn und aus Stein und Gedanken.“

## Entstehungsgeschichte

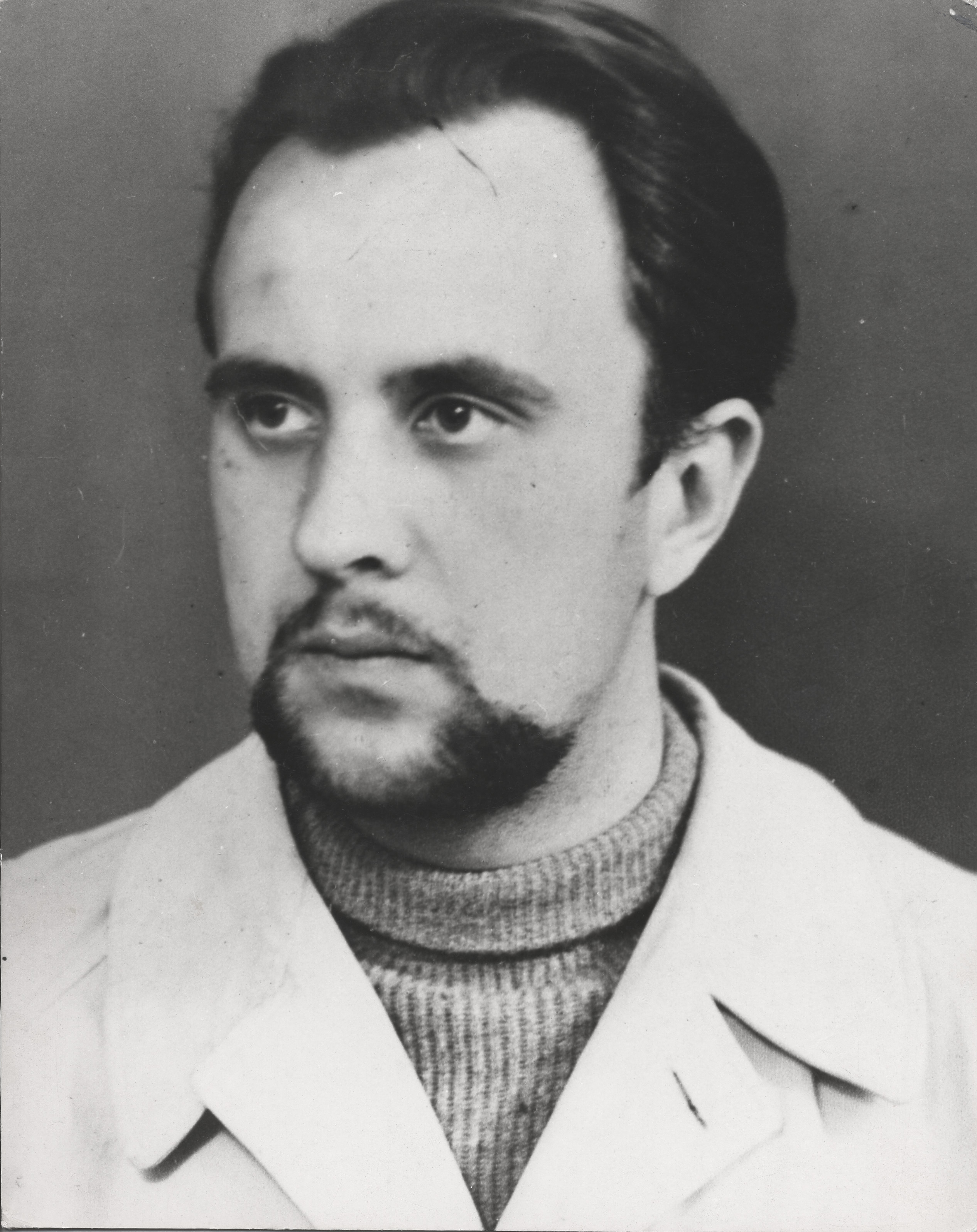
Wolfgang Borchert, 1945

Nachts schlafen die Ratten doch gehört zu den über 50 Prosatexten, die Wolfgang Borchert nach der Fertigstellung seiner ersten Nachkriegsgeschichte Die Hundeblume am 24. Januar 1946 bis zu seinen letzten Texten im September 1947 verfasste. Durch eine Lebererkrankung, die er sich im Krieg gegen die Sowjetunion und während Inhaftierungen wegen sogenannter „Wehrkraftzersetzung“ zugezogen hatte, musste Borchert seine Texte überwiegend aus dem Krankenbett heraus schreiben, wobei sich sein Gesundheitszustand zunehmend verschlechterte. So kann man den ausgeprägten Lebenswillen, mit dem Borchert den neunjährigen Jürgen ausstattete, auch als Projektion des todkranken Schriftstellers sehen, der die eigene Sehnsucht nach Zukunft auf seine Figuren übertrug.
In Borcherts selbst angefertigter Auflistung seiner Texte vermerkte er vor Nachts schlafen die Ratten doch das Entstehungsjahr „47“. Eine in ein graues Schulheft abgeschriebene Fassung, die Borchert seinem Vater zum 57. Geburtstag schenkte, trägt das Datum 11. Januar 1947. Die Kurzgeschichte erschien erstmals im November 1947 in Borcherts zweiter Prosasammlung An diesem Dienstag im Rowohlt Verlag. Im selben Monat starb Wolfgang Borchert mit 26 Jahren infolge seiner Lebererkrankung in Basel. 1949 wurde die Kurzgeschichte ins ebenfalls von Rowohlt veröffentlichte Gesamtwerk Wolfgang Borcherts aufgenommen. 1986 veröffentlichte der Verlag eine Faksimile-Ausgabe des Originalmanuskripts der Erzählungen Die Hundeblume und Nachts schlafen die Ratten doch.

## Rezeption
Nachts schlafen die Ratten doch ist eine der bekanntesten Erzählungen Wolfgang Borcherts. Sie gilt als beispielhaft für die häufig als Kahlschlag- oder Trümmerliteratur bezeichnete deutsche Nachkriegsliteratur und wurde auch sprachwissenschaftlich untersucht. Häufig wird sie als Schullektüre eingesetzt. Die Perspektive des kleinen Jungen macht sie für Schüler leicht nachvollziehbar und zum einfachen Einstieg in Borcherts Werk.
Nach Meinung Werner Zimmermanns bewirkt die Spannung zwischen den Aussagen des Jungen und der Entgegnung des Mannes „Nachts schlafen die Ratten doch“ beim Leser eine „unmittelbare Erschütterung“. Laut Manfred Durzak hat Borchert „in äußerster Verdichtung ein Situationsbild entworfen, das den grauenhaften Einbruch des Krieges in die kindliche Vorstellungswelt begreifbar macht, ohne daß er psychologisiert.“ Auch für Hermann Wiegmann vermittelt sich durch die Erzählung „sehr intensiv ein treffender dichter und erschütternder Dialog zwischen dem alten Mann und dem Jungen.“ Die „poetisch gelungenen Verdichtungen einer Situation“ stellten Borchert als „den Büchner seiner Zeit“ dar.

### Textausgaben
- Wolfgang Borchert: An diesem Dienstag. Neunzehn Geschichten. Rowohlt, Hamburg/Stuttgart 1947, S. 69–72 (Erstausgabe).
- Wolfgang Borchert: Das Gesamtwerk. Rowohlt, Reinbek 2007, ISBN 978-3-498-00652-5 (Erweiterte und revidierte Neuausgabe, hrsg. von Michael Töteberg, unter Mitarbeit von Irmgard Schindler), S. 255–258.

### Sekundärliteratur
- Hans-Gerd Winter: Wolfgang Borchert: Nachts schlafen die Ratten doch. In: Werner Bellmann (Hrsg.): Klassische deutsche Kurzgeschichten. Interpretationen. Reclam, Stuttgart, 2004, ISBN 978-3-15-017525-5, S. 46–51.
- Harro Gehse: Wolfgang Borchert: Draußen vor der Tür. Die Hundeblume und andere Erzählungen. Beyer, Hollfeld 2007, ISBN 978-3-88805-134-0, S. 75–78.
- Wilhelm Große: Wolfgang Borchert. Kurzgeschichten. Oldenbourg, München 1995, ISBN 978-3-637-88629-2, S. 52–54.
- Helmut Christmann: Nachts schlafen die Ratten doch. In: Rupert Hirschenauer, Albrecht Weber (Hrsg.): Interpretationen zu Wolfgang Borchert. Oldenbourg, München 1995, ISBN 3-486-01909-0, S. 76–82.
- Manfred Durzak: Die deutsche Kurzgeschichte der Gegenwart. Königshausen & Neumann, Würzburg 2002, ISBN 3-8260-2074-X, S. 323–324.